# Островец (футбольный клуб)
«Островец» — белорусский футбольный клуб из одноимённого города, основанный в 2019 году. Выступает в Первой лиге Беларуси. Чемпион второй лиги сезона 2021.

## История
Весной 2019 года была подана заявка на участие в чемпионате Гродненской области. Заняв в итоге 11-е место, клуб не достиг лидирующих позиций в областном первенстве.
В январе 2020 года руководством Островецкого района было принято решение о заявке ФК «Островец» для участия в чемпионате Республики Беларусь по футболу среди команд Второй лиги. Это первое выступление команды из Островецкого района на Республиканском уровне за всю историю.
В группе «А» ФК «Островец» занял 5-е место из 11 участников. Одержав 2 победы в двух стыковых матчах, островчане заняли во Второй лиге итоговое 9-е место из 22-х участников.
В июле 2020 года решением Островецкого райисполкома было создано Государственное спортивное учреждение «Футбольный клуб «Островец».
Островецкий физкультурно-спортивный клуб заботится не только о качественном наполнении своей футбольной команды, но и об её эстетическом виде. Автором логотипа стал дизайнер из Исландии Рафн Гисласон, который занимается созданием эмблем для спортивных клубов. Он делал логотипы для команд из Англии, Шотландии, США, Литвы и Исландии.
Эмблема ФК «Островец» выполнена в бело-зелёных тонах, основной акцент — на ветвях дуба. Это дерево, изображённое на гербе Островца, олицетворяет собой силу, выносливость и нерушимость, которые будут вдохновлять футболистов на победу.
В октябре 2021 года клуб выиграл первенство Беларуси во Второй лиге, победив в финале рогачевский «Макслайн», и завоевал право выступать в Первой лиге чемпионата Беларуси по футболу. Нападающий Алексей Ходневич установил рекорд Второй лиги по количеству забитых мячей за один сезон.
В 2022 году ФК "Островец" дебютировал в Первой лиге. По ходу сезона команда занимала места в лидирующей тройке, но второй круг оказался не таким удачным, как начало чемпионата и в итоге ФК "Островец" занял пятое место в итоговой таблице.
Итог сезона 2023 года стал самым неудачным для зелено-белых в их недолгой истории. После первых десяти туров, команда шла седьмой в турнирной таблице, однако к концу первой половины чемпионата опустилась на 11 место. Летние трансферы должны были помочь исправить ситуацию и по началу результат улучшился. Островчане вернулись на 7 строчку в таблице после 26 тура, однако концовку сезона команда провалила. В восьми заключительных турах было набрано всего лишь два очка, серия из шести поражений подряд на финише отбросила команду на 12 место. По окончании сезона с 19 футболистами по разным причинам были расторгнуты контракты.
К началу сезона 2024 года зелено-белые предстали перед своими болельщиками в обновленном составе. После неудовлетворительного результата предыдущего сезона, руководство клуба провело перестановки в тренерском штабе. Должность главного тренера занял Юрий Каратай, а Сергей Крот стал его помощником. Клуб взял курс на омоложение, заключены контракты преимущественно с футболистами 2002-2004 года рождения, средний возраст команды составил 22 года на начало сезона.

## Текущий состав команды
| 1  | Флаг Беларуси | Вр  | Артём Белый           | 1997 |  |  |  |  |
| 99 | Флаг Беларуси | Вр  | Вадим Юхнович         | 2003 |  |  |  |  |
|    | Флаг Беларуси | Вр  | Станислав Болдыш      | 2004 |  |  |  |  |
|    |               |     |                       |      |  |  |  |  |
| 3  | Флаг Беларуси | Защ | Вадим Дак             | 2003 |  |  |  |  |
| 4  | Флаг Беларуси | Защ | Егор Шашко            | 2004 |  |  |  |  |
| 12 | Флаг Беларуси | Защ | Никита Качур          | 2004 |  |  |  |  |
| 19 | Флаг Беларуси | Защ | Дмитрий Туровец       | 2003 |  |  |  |  |
| 20 | Флаг Беларуси | Защ | Герман Жерносек       | 2005 |  |  |  |  |
| 47 | Флаг Беларуси | Защ | Владислав Белашевич   | 2001 |  |  |  |  |
| 77 | Флаг Беларуси | Защ | Артём Третьяк         | 2001 |  |  |  |  |
|    | Флаг Беларуси | Защ | Александр Конев       | 2004 |  |  |  |  |
|    |               |     |                       |      |  |  |  |  |
| 7  | Флаг Беларуси | ПЗ  | Захар Кондратович     | 2001 |  |  |  |  |
| 8  | Флаг Беларуси | ПЗ  | Александр Бакиновский | 2002 |  |  |  |  |
| 9  | Флаг Беларуси | ПЗ  | Денис Хвостович       | 2001 |  |  |  |  |

| 10 | Флаг Беларуси | ПЗ  | Егор Семёнов       | 1988 |  |  |  |  |
| 11 | Флаг Марокко  | ПЗ  | Яссин Бара         | 1999 |  |  |  |  |
| 17 | Флаг Беларуси | ПЗ  | Степан Гомонов     | 2005 |  |  |  |  |
| 18 | Флаг Беларуси | ПЗ  | Глеб Скрипник      | 2005 |  |  |  |  |
| 21 | Флаг Беларуси | ПЗ  | Максим Лотыш       | 2001 |  |  |  |  |
| 23 | Флаг Беларуси | ПЗ  | Юрий Воловик       | 1993 |  |  |  |  |
| 77 | Флаг Беларуси | ПЗ  | Артём Дроздович    | 1998 |  |  |  |  |
|    | Флаг Беларуси | ПЗ  | Матвей Соколовский | 2006 |  |  |  |  |
|    | Флаг Беларуси | ПЗ  | Владислав Шумилов  | 2002 |  |  |  |  |
|    | Флаг России   | ПЗ  | Михаил Пилипенко   | 2003 |  |  |  |  |
|    |               |     |                    |      |  |  |  |  |
| 15 | Флаг Беларуси | Нап | Иван Толкачев      | 2004 |  |  |  |  |
| 22 | Флаг Беларуси | Нап | Илья Бондаренко    | 2005 |  |  |  |  |
| 29 | Флаг Беларуси | Нап | Владислав Яцкевич  | 2002 |  |  |  |  |

## Статистика выступлений
| Сезон | Лига             | М       | И  | В  | Н | П  | РМ    | О  | Кубок Беларуси | Примечания           | Бомбардир                    |
| ----- | ---------------- | ------- | -- | -- | - | -- | ----- | -- | -------------- | -------------------- | ---------------------------- |
| 2019  | Третья лига (Д4) | 9 (15)  | 24 | 9  | 8 | 7  | 44:36 | 35 |                | Выход во Вторую лигу |                              |
| 2020  | Вторая лига (Д3) | 9 (22)  | 20 | 11 | 2 | 7  | 48:25 | 35 | 1/16           |                      | Дмитрий Купневский (7 голов) |
| 2021  | Вторая лига (Д3) | 1 (13)  | 24 | 23 | 1 | 0  | 169:8 | 70 | 1/32           | Выход в Первую лигу  | Алексей Ходневич (59 голов)  |
| 2022  | Первая лига (Д2) | 5 (13)  | 24 | 11 | 7 | 6  | 42:34 | 40 | 1/16           |                      | Алексей Ходневич (8 голов)   |
| 2023  | Первая лига (Д2) | 12 (17) | 32 | 10 | 9 | 13 | 54:62 | 39 | 1/8            |                      | Владислав Яцкевич (10 голов) |